# Octavian-George Popescu
Octavian-George Popescu (n. 27 decembrie 2002, Târgoviște, Dâmbovița, România) este un fotbalist român, care joacă pe post de mijlocaș la FCSB în SuperLiga României. Pe plan internațional, are prezențe la națională pentru România Sub-21 și România.